# Bhima borneana
Bhima borneana är en fjärilsart som beskrevs av Holloway 1987. Bhima borneana ingår i släktet Bhima och familjen ädelspinnare. Inga underarter finns listade i Catalogue of Life.